# Scopelophila infericola
Scopelophila infericola är en bladmossart som beskrevs av Hoe 1973. Scopelophila infericola ingår i släktet Scopelophila och familjen Pottiaceae. Inga underarter finns listade i Catalogue of Life.